# トランコ
トランコ（Trunko）は、南アフリカ共和国に出現したとされる未確認動物のひとつ。正式にはマーゲート・シーサーペント（Margate sea serpent）という。

## 目撃と報告
トランコ騒動は1920年代初頭に起こった。詳しい目撃の日付は1922年11月1日、1924年10月25日、1924年11月2日など諸説ある。
目撃はナタール州のマーゲート海岸から海を見ていた農家のヒュー・バランスという人物によって行われた。
バランスは、沖で2頭のシャチあるいはクジラと、ホッキョクグマに似た巨大な海の怪物が戦闘しているのを目撃した。
怪物は、水面から6メートルの高さまで立ち上がり、尻尾のような構造でクジラを何度も殴りつけた 。
戦闘は3時間続き、敗れた怪物は力なく海面に浮かんだ 。
戦いの結末に関しても複数の説があり、怪物はシャチを殺害し勝利したが、自身も力尽きたとする媒体もある。
その日の夜、怪物の死骸が岸に打ち上げられた。
死骸は全高約1.5メートル、全長約14メートルで、体の末端に約3メートルの尾があった。その反対側には頭部がなく、その代わりに長さ約1.5メートル・幅約35センチのゾウの鼻のような構造があり、先端はブタの鼻に似ていた。全身は約20センチの体毛のようなもので覆われていた。この死体に血液はみられなかった。
漂着したトランコを捉えた写真は5枚知られており、2010年9月に3枚、2011年3月に1枚、2015年3月に1枚発見された。
死骸は10日間浜に打ち上げられた状態だったが、その期間科学者が調査をしに来ることはなかった。10日目の夜、死骸は潮によって海に流され、失われた。
シャルルロワ・メール紙は、この出来事を「奇怪な生物がクジラを殺害し、疲れ果てて浜に打ち上げられたが、10日後に海に戻り泳ぎ去った」と報道した。

### 関連するとされる他のUMAの報告
1936年には、アメリカのアラスカ州グレイシャー島で白い毛皮とゾウに似た頭部を持つ生物の死骸が発見され、トランコとの関連が示唆されているが、これは実際にはミンククジラと同定されている。
2017年2月22日、フィリピンのディナガット諸島に腐敗した死骸が漂着しトランコとの関連が示唆されたが、これは腐敗したマッコウクジラと同定されている。
インドネシアにはガジャ・ミナと呼ばれる魚の形をしたゾウのような未確認生物がいるが、その骨の画像は形態的にはクジラに類似する。実際に、死体のひとつはクジラと同定されている。
また、山口敏太郎によれば、インドでもマカラやシー・エレファントと呼ばれる同様の特徴を持ったUMAが報告されているという。

## 正体の考察
トランコはクジラまたはサメの死骸である可能性が高く、少なくとも報告されたような容姿では生きていなかったと考えられている。
古生物学者のダレン・ナイシュはその大きさ、擦り切れ腐敗した大量のコラーゲン、内骨格の存在から組織の腐敗したクジラの死骸と分析した。
このように目撃時トランコはすでに死亡していたと考えられるため、戦闘のように見えたのは死骸を前後に投げていたに過ぎなかったとされる。
シャチは不必要な戦闘や狩りを避けるとして、目撃されたのは死骸遊びではないという反論があるが、実際にはシャチは餌で遊ぶことが知られており、アザラシを水面から放り投げるなどの行動を行うため、不自然ではない。
また、戦って死んだなら、その死体は出血し傷だらけであるか、血に染まっているはずだが、トランコの死骸は真っ白であるという指摘がある。
山口敏太郎は、死体ではなく生きた哺乳類だったのではないかとしたうえで、海に出た際にシャチに襲われただけで実際には陸生であった可能性も示唆した。カール・シューカーも、もし目撃された容姿が真の姿だったならば、毛皮を持つことから常に海中で過ごす生態ではないと分析したが、これはトランコは手足を持たないこと、大きさから上陸すれば自重で潰れることなどの問題がある。